# Volontario in ferma breve
Il volontario in ferma breve (VFB)  indicava un cittadino che sceglieva volontariamente di prestare servizio per la durata di tre anni all'interno delle varie forze armate italiane.

## Storia
La categoria dei volontari di truppa in ferma breve è stata introdotta con la legge 24 dicembre 1993, n. 537, mentre la figura venne disciplinata dal d.lgs. 12 maggio 1995 n. 196, Le modalità di arruolamento erano definite dal D.P.R. 2 settembre 1997 n. 332, mentre la disciplina della figura venne modificata dal d.lgs 30 dicembre 1997, n. 505.
Il d.lgs 8 maggio 2001 n. 215 introdusse la possibilità di reclutare volontari di truppa in ferma breve di durata di tre anni, con la possibilità di concedere, al termine della ferma prefissata, tre successive rafferme biennali.
Ai sensi della legge 23 agosto 2004, n. 226 la categoria è stata sostituita da quella dei volontari in ferma prefissata di quattro anni (VFP4). Nei successivi anni i volontari VFB sono transitati in servizio effettivo o nelle forze di polizia, tranne una piccola quota che al termine delle rafferme biennali possibili (4º/5º anno 6º/7º anno 8º/9º anno) è stata congedata dalla forza armata. Gli ultimi VFB sono stati posti in congedo tra aprile e dicembre del 2014, completamente sostituiti dai nuovi Iter.

## Arruolamento
L'arruolamento avveniva mediante un concorso pubblico riservato ai giovani in possesso almeno del titolo di studio di licenza di scuola secondaria di primo grado e il reclutamento era organizzato su tre scaglioni annui.
I volontari in ferma breve erano quindi convocati presso una scuola R.A.V. Reggimento Addestramento Volontari dove svolgevano un corso di formazione base della durata di tre mesi al termine del quale raggiungevano il grado di caporale VFB, successivamente venivano inviati a seconda di vari criteri presso una scuola di specializzazione, per ulteriori tre mesi circa. Completato il periodo di formazione tutti gli idonei venivano infine assegnati a un Reparto Operativo della Forza Armata.

## Gradi
- Allievo volontario in ferma breve
- Caporale in ferma breve
- Caporal maggiore in ferma breve
- 1º Caporal maggiore VFB (al raggiungimento del 48º mese di ferma breve).

Il grado di 1 C.le Magg. vfb venne istituito il 1º gennaio 2010, prima di esso, il personale a seconda del periodo di rafferma, risultava possedere il grado di C.le Magg. anche per periodi lunghi come 7 anni.

## Controversie
Nonostante la legge ha equiparato nel tempo i Volontari In Ferma Breve ai VFP4 (nuovi iter) gli stessi VFB per un determinato periodo di tempo - 2011/2015 circa, rivendicano alcuni aspetti amministrativi non del tutto rispettati, come ad esempio la possibilità di partecipare ai concorsi riservati nelle forze di polizia, possibilità concessa solo a VFP1 e VFP4. Non del tutto chiari anche alcuni criteri amministrativi con il quale i VFB venivano congedati senza la possibilità effettiva di essere reinseriti nei programmi di ricollocamento civile, che nella realtà erano ben lontani dalle teorie dei vari servizi offerti dalla forza armata, oltre ad alcuni aspetti quali la negata indennità di disoccupazione e trattamento di fine rapporto.
Inoltre l'ultimo personale transitato nel ruolo dei graduati, ricopre un'anzianità di grado addirittura inferiore, rispetto a chi è entrato nella forza armata con due o addirittura quattro anni più tardi; creando malcontento nel ruolo ex vsp.